# Ray Hiron
Raymond Michael Charles "Ray" Hiron (sinh ngày 22 tháng 7 năm 1943) là một cựu cầu thủ bóng đá người Anh thi đấu ở Football League cho Portsmouth và Reading và tại bóng đá non-league cho Fareham Town.